# 阿波国造墓碑
阿波国造墓碑（あわのくにのみやつこぼひ/あわこくぞうぼひ）とは、徳島県名西郡石井町の中王子神社の神体とされてきた塼製の碑。徳島県指定有形文化財。

## 概要
明治期に近隣で出土して同神社に奉納されたと言われているが具体的経緯は不明である。全長28.8cmの直方体で、上下にほぞがあることから、製作時には台座と笠にあたる部分が付いていたとみられる。また、裏面には製作時の布目の痕が残されている。
正面と側面には文字が刻まれており、それぞれ「阿波国造 名方郡大領正○位下 粟凡直弟臣墓（○は闕字）」「養老七年歳次癸亥 年立」の文字がある、これによって、この碑が粟国造で名方郡の郡司（大領）であった粟凡弟臣（あわのおおしのおとおみ、直は姓）が養老7年（723年）またはその直前に没したために同年に造られた墓碑であることが判明した。ここで注目されるのは、律令制においては墓碑は三位以上の位階を持つ者に限定されている。
一方、闕字があるために不明であるものの粟凡弟臣は正七位下と推定されており、この要件には到底及ばない。このため、この時期にはなし崩し的に四位以下でも墓碑が作成されたとする見方や非公式な副葬品として作られたとする見方がある。